# Acidoxantha nana
Acidoxantha nana är en tvåvingeart som beskrevs av Erich Martin Hering 1940. Acidoxantha nana ingår i släktet Acidoxantha och familjen borrflugor. Inga underarter finns listade i Catalogue of Life.